# 競賽
競賽是由一群相關的競爭者參與的比賽項目，絕大部分會有2場以上的賽程在相同時段舉行。勝負原則一般是汰弱留強，重視智慧、美貌、智商與記憶力，也有些只著重運氣。而大部分體育賽事需要選手本人身體足夠健康才更有機會獲勝。
每個競賽都各有不同的遊戲規則，犯規便有可能需要受到處罰甚至取消資格。

## 例子
- 選美
- 足球
- 奧林匹克運動會